# ناحیه چونگچیان
ناحیه چونگچیان (به لاتین: Chongxian Subdistrict) یک منطقهٔ مسکونی در چین است که در Linping District واقع شده‌است. ناحیه چونگچیان ۳۸٫۶ کیلومتر مربع مساحت و ۳۹٬۰۰۰ نفر جمعیت دارد.